# 北九州エル・エヌ・ジー
北九州エル・エヌ・ジー株式会社（きたきゅうしゅうエル・エヌ・ジー）は、福岡県北九州市に本社を置き、液化天然ガス (LNG) の受け入れ、貯蔵、気化、送出などを行う企業である。九州電力と新日本製鐵（現・日本製鉄）の共同出資によって設立された。

## 概要
1974年（昭和49年）2月25日、インドネシアから購入するLNGを受け入れ、貯蔵、気化、送出する事業を行うことを目的として設立された。
新小倉発電所と戸畑共同火力に、気化された天然ガスがパイプラインで供給されているほか、新日鐵住金八幡製鐵所においては圧延用の加熱源として使用されている。また、西部ガスに都市ガス用として供給している。

## 事業所
- 本社 - 福岡県北九州市戸畑区大字中原字先の浜46番117（日本製鉄八幡製鉄所構内）

## 沿革
- 1974年（昭和49年）2月25日 - 会社設立。
- 1996年（平成8年）4月 - 本社を福岡市から北九州市に移転。

## 関連会社
- 九州冷熱株式会社 - 大陽日酸との共同出資により設立。
- 北九州エル・エヌ・ジー・ローリー販売株式会社 - 旧新日本製鐵、石油資源開発との共同出資により設立。